# Крива Поляна
Крива Поляна (рос. Кривая Поляна) — село у Острогозькому районі Воронезької області Російської Федерації.
Населення становить 330  осіб. Входить до складу муніципального утворення Кривополянське сільське поселення.

## Історія
Населений пункт розташований у межах суцільної української етнічної території, частини Східної Слобожанщини. До Перших визвольних змагань належав до Воронезької губернії.
Згідно із законом від 15 жовтня 2004 року входить до складу муніципального утворення Кривополянське сільське поселення.

## Населення
| 2000 | 2005 | 2010 |
| ---- | ---- | ---- |
| 395  | ↘364 | ↘330 |